# مهدي عبد الصاحب
مهدي عبد الصاحب، لاعب كرة قدم عراقي سابق.
و قد كان يلعب مع نادي الطلبة العراقي.
و قد لعب مع منتخب العراق لكرة القدم.

## كأس الخليج 1979
و قد سجل هدف في مرمى منتخب الكويت، وقد سجل هدف في مرمى منتخب الإمارات.
ولد في قضاء علي الغربي الذي انجب العديد من العلماء والادباء والمفكرين والفنانين، وهو واحد من عائلة تحوي العديد من الاخوة، هاجر لعب لاندية بغداد وكان بحق اللاعب المثابر والناجح والانيق، هاجر تاركاً الوطن جراء الحروب والنزاعات . محطته قبل الأخيرة كانت السويد مدرباً في انديتها وصاحب مطعماً فيها ،واليوم هو مدرب لفريق الشباب للنادي العربي القطري،لعب بالفترة الاْخيرة مع نادي التجارة واختفى فجأة من العراق وكما تبين فقد هاجر من العراق لظروفه الخاصة ويبدوا انه حاله حال الكفاءات في جميع الميادين الذين غادروا البلد تحت وطأة الضغوط السياسية والاْقتصادية المتعمدة من النظام المباد وقد حزنت كثيرا لغيابه بهذه الصورة عن العراق والاْندية والمنتخبات الوطنية